# Euretidae
Euretidae é uma família de esponjas marinhas da ordem Hexactinosida.

## Gêneros
Subfamília Chonelasmatinae Schrammen, 1912
- Bathyxiphus Schulze, 1899
- Chonelasma Schulze, 1886
- Myliusia Gray, 1859
- Periphragella Marshall, 1875
- Pleurochorium Schrammen, 1912
- Tretochone Reid, 1958
- Verrucocoeloidea Reid, 1969

Subfamília Euretinae Zittel, 1877
- Calyptorete Okada, 1925
- Conorete Ijima, 1927
- Endorete Topsent, 1928
- Eurete Semper, 1868
- Gymnorete Ijima, 1927
- Heterorete Dendy, 1916
- Lefroyella Thomson, 1877
- Pararete Ijima, 1927
- Pityrete Topsent, 1928